# Sofía de Orleans
Sofía de Orleans (en francés, Sophie d'Orléans; Neuilly-sur-Seine, 19 de octubre de 1898-Lugrin, 9 de octubre de 1928) fue un miembro de la Casa de Orleans. Estaba emparentada con la familia real de Bélgica por parte de su madre.

## Biografía
Sofía fue la segunda hija del príncipe Manuel de Orleans, duque de Vendôme, y de la princesa Enriqueta de Bélgica. Tenía una hermana mayor, María Luisa, y dos hermanos menores, Genoveva y Carlos Felipe.
La princesa nació un mes después del asesinato de su tía abuela, la emperatriz Isabel de Austria (la famosa Sissi). Su nombre se le puso en honor de su abuela paterna, Sofía Carlota de Baviera, duquesa de Alençon, quien murió trágicamente el año anterior en el incendio del Bazar de la Charité.
Pocos días después de su nacimiento, Sofía sufrió convulsiones. Sobrevivió, pero la patología dejará huellas irreversibles que constituirán una discapacidad de por vida, teniendo retraso mental. Apodada "Topy", la niña se crio con sus hermanas según la decisión de sus padres. A menudo residía en Bruselas con sus abuelos maternos, el conde y la condesa de Flandes. Esta última estaba particularmente apegada a Sofía.
En 1906, tomó "lecciones de oratoria". En 1911 fue llevada a Lourdes, donde hizo la primera comunión el 8 de mayo y su confirmación al día siguiente. Ella fue bienvenida en mayo de 1913 en Laeken por su tío, el rey Alberto I de Bélgica. Tenía una institutriz designada en la persona de Mademoiselle Solenvaux.
En 1921, hubo rumores de un posible compromiso con el futuro rey Alejandro I de Yugoslavia, pero lo negaron. Debido a su condición, Sofía nunca se casó y vivió con sus padres en sus residencias en Francia, Bélgica y Suiza, hasta su muerte el 9 de octubre de 1928, cuando murió casi repentinamente de un síncope debido a una insuficiencia miocárdica, pocos días antes de cumplir 30 años.
- Datos: Q2273475